# Virlet
Virlet ist eine französische Gemeinde mit 268 Einwohnern (Stand 1. Januar 2022) im Département Puy-de-Dôme in der Region Auvergne-Rhône-Alpes (vor 2016 Auvergne). Sie gehört zum Arrondissement Riom und zum Kanton Saint-Éloy-les-Mines (bis 2015 Montaigut). 

## Geographie
Virlet liegt in der Landschaft Combraille im Norden des Zentralmassives, etwa 30 Kilometer südsüdöstlich von Montluçon.
Die angrenzenden Gemeinden sind Ronnet im Norden, La Crouzille im Osten, Le Quartier im Südosten, Pionsat im Süden, Saint-Fargeol im Südwesten sowie Marcillat-en-Combraille im Westen.

## Bevölkerungsentwicklung
| Jahr                       | 1962 | 1968 | 1975 | 1982 | 1990 | 1999 | 2006 | 2013 |
| Einwohner                  | 412  | 363  | 303  | 291  | 238  | 245  | 265  | 274  |
| Quellen: Cassini und INSEE |      |      |      |      |      |      |      |      |

## Sehenswürdigkeiten
- Zisterzienserkloster Notre-Dame von Bellaigue aus dem 12. Jahrhundert, seit 1922/1980 Monument historique
- Benediktinerkloster Notre-Dame von Toute Confiance, 1980 gegründet
- Kirche Saint-Sulpice aus dem 13. Jahrhundert

## Weblinks

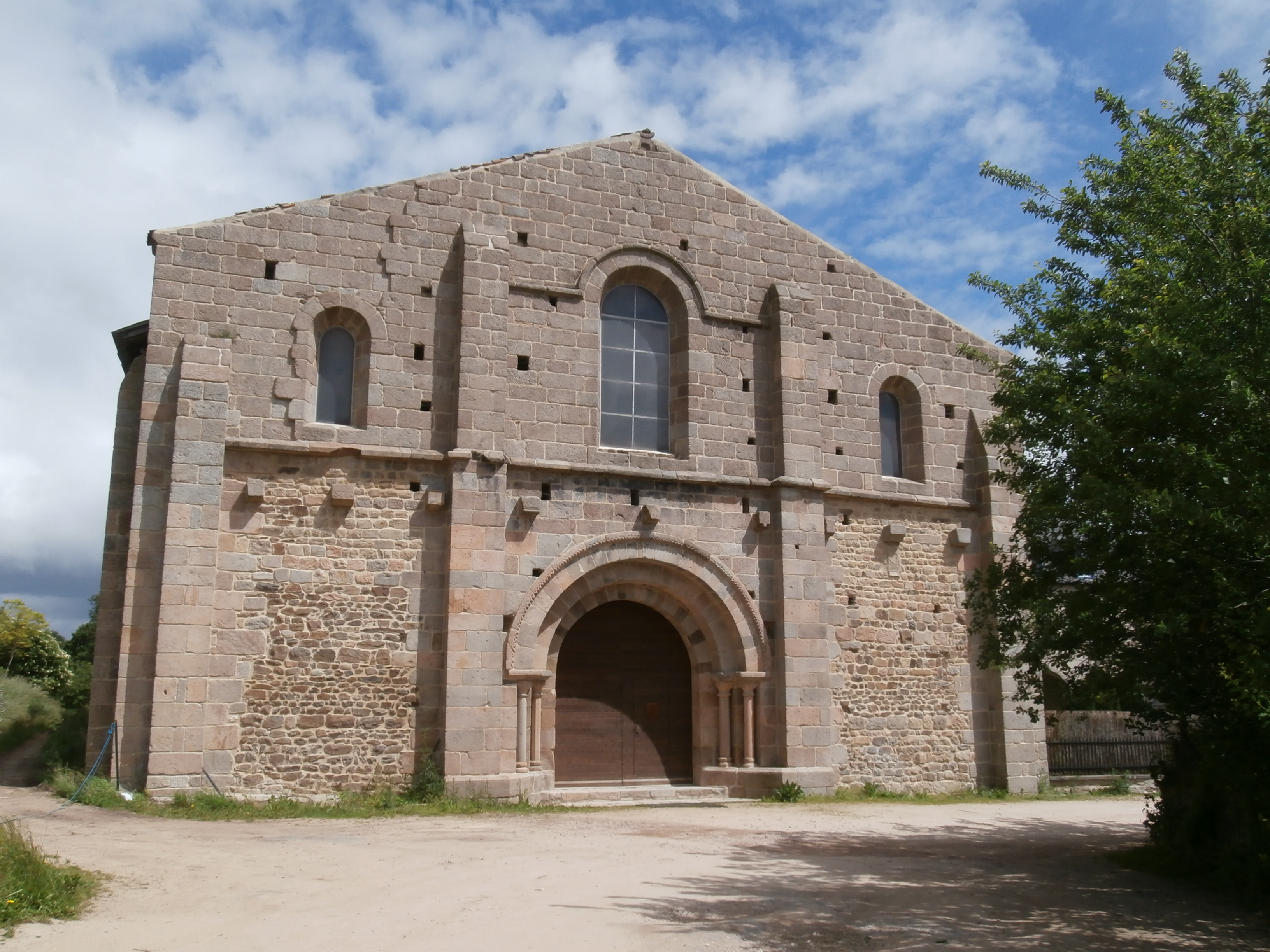
Kloster Notre-Dame von Bellaigue